# Чурч-Ирзу
Чурч-Ирзу (чечен. Чуьрча-Ирзе) — село в Ножай-Юртовском районе Чеченской Республики. Входит в состав Ножай-Юртовского сельского поселения.

## География
Село расположено на правом берегу реки Ямансу, напротив районного центра — Ножай-Юрт и в 90 км к юго-востоку от города Грозный.
Ближайшие населённые пункты: на северо-западе — село Ножай-Юрт, на северо-востоке — село Новолакское, на востоке — село Гиляны, на юго-востоке — село Зандак, на юге — село Мехкешты, на юго-западе — село Бильты и на западе — сёла Ишхой-Хутор и Рогун-Кажа.

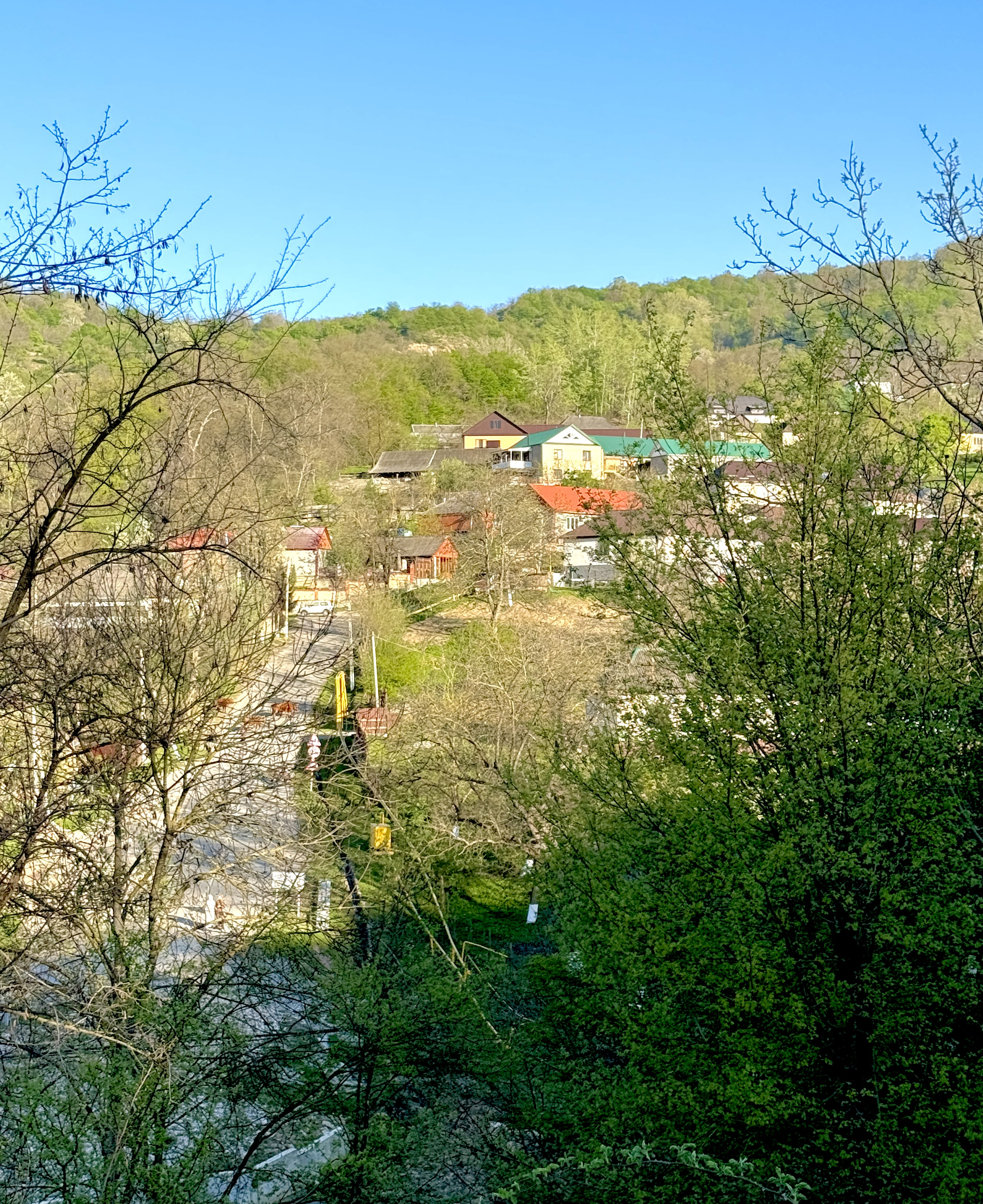
У въезда в Чурч-Ирзу

## История
Название села Чурч-Ирзу переводится с чеченского языка как — внутренняя поляна.
В 1944 году, после депортации чеченцев и ингушей, и упразднения Чечено-Ингушской АССР, селение Чурч-Ирзу было переименовано в Уллубий и заселено выходцами из соседнего Дагестана.
После восстановления Чечено-Ингушской АССР, в 1958 году населённому пункту было возвращено его прежнее название — Чурч-Ирзу, а выходцы из Дагестана были переселены обратно.

## Население
| 1990 | 2002 | 2010  |
| ---- | ---- | ----- |
| 939  | ↘900 | ↗1061 |

## Образование
- Чурч-Ирзуйская муниципальная средняя общеобразовательная школа[10].